# Barnabás Varga
Barnabás Varga (Szombathely, 25 gennaio 1994) è un calciatore ungherese, attaccante del Ferencváros e della nazionale ungherese.

## Biografia
Nato a Szombathely dall'ex calciatore locale András Varga e Andrea Sákovits, è cresciuto a Szentpéterfa, nella contea di Vas, non lontano dal confine austriaco, insieme ai suoi due fratelli, András e Regina.

## Carriera

### Club

#### Inizi in patria e approdo in Austria
Appassionato di calcio, inizia a giocare a calcio nel Lurkó UFC, squadra della sua città natale, prima di passare alle giovanili del club ungherese dell'Haladás.
A causa della sua statura e della concorrenza nel club non riesce a integrarsi nei meccanismi della squadra, per tal motivo nell'estate 2010 si trasferisce in Austria per giocare con l'Eberau, militante in Burgenlandliga. Dopo una retrocessione nella prima stagione, nelle successive contribuisce significativamente alla scalata del club fino alla Regionalliga nella stagione 2015-2016, grazie ad un complessivo di 125 reti in 118 presenze.
Nonostante i successi ottenuti con il club rossobianco durante gli anni al club medita il ritiro dal calcio.
Tuttavia, cambia idea quando nell'estate del 2016 viene contattato e acquistato dal club di Bundesliga del Mattersburg.
Aggregato inizialmente nella squadra riserve, il 24 settembre successivo debutta in massima serie con la nuova maglia contro il Ried e nell'occasione fornisce anche l'assist del momentaneo vantaggio. Da quel momento ha inizio per lui un alternarsi fra prima e seconda squadra che gli permette di scendere in campo in undici occasioni, trovando anche una rete contro il St. Pölten.
Nelle stagioni successive non riesce a trovare lo spazio da lui desiderato in prima squadra (solo sei presenze in due anni), motivo per cui nel gennaio 2019 accetta l’offerta di trasferimento al Lafnitz, militante in Erste Liga.
Con il club gialloblù ritrova continuità e nell'arco di due stagioni mette a segno undici reti in 29 presenze.

#### Ritorno in patria
Il 16 gennaio 2020 viene acquistato a titolo definitivo dalla squadra ungherese del Gyirmót, tornando dunque in patria dopo nove anni e mezzo.
Arrivato a metà stagione, su sette gare disponibili ne gioca solo quattro, riuscendo comunque a bagnare il debutto in Nemzeti Bajnokság II con una rete: il 23 febbraio contro il Csákvári.
La stagione successiva diventa uno dei punti chiavi della formazione di Giavarino, mette a segno dodici reti in 24 presenze con la media di 0,5 gol a partita, formando assieme a László Lencse una solida coppia d'attacco che permette al club di classificarsi al secondo posto in classifica dietro al solo Debrecen, guadagnando così da protagonista la promozione in massima serie.
Il 30 luglio 2021 debutta in massima serie con il Gýirmot contro l'MTK Budapest e il 6 agosto successivo trova la prima marcatura contro il Kisvárda. Durante l'intera stagione si rivela ancora una volta punto chiave del club gialloblù con tredici reti totali, tuttavia non sufficienti per evitare la retrocessione.

#### Paks
Il 27 giugno 2022 il Paks preleva le sue prestazioni sportive, al fine di occupare il posto lasciato libero dal partente Martin Ádám.
Il 31 luglio successivo, alla prima occasione utile, debutta con la nuova maglia contro il Fehérvár, impreziosendo la prestazione con il suo primo gol con gli Atomcsapat.
Già nel mese di agosto si rivela come una delle sorprese del campionato, segnando cinque reti nelle prime cinque gare di campionato, aggiungendo alla rete contro il Fehérvár una tripletta ai danni dell'Honvéd nel 3-3 finale del 14 agosto e una rete su rigore nella vittoria per 2-3 ai danni dell'Újpest.
Il 18 settembre bagna anche il proprio esordio in Magyar Kupa con una rete ai danni del Pécs, decisiva per il passaggio del turno.
Nel corso della stagione mantiene la stessa media realizzativa in maniera costante, concludendo la prima metà di stagione con a referto 11 gol in 16 partite. Nella seconda parte ne mette a segno altre 15, di cui nove reti nel sono mese di aprile contro Ferencváros, Újpest, Kisvárda e Kecskemét, vincendo a fine campionato il titolo di capocannoniere.

#### Ferencváros
Dopo una singola stagione al Paks, nell'estate 2023 viene acquistato dal Ferencváros.
Messosi subito in mostra nella amichevole pre-stagionali, l'11 luglio debutta con la nuova maglia - e in Champions League - nella gara dei preliminari contro il KÍ Klaksvík; mentre il 27 luglio successivo, in occasione di una gara dei preliminari di Conference League contro lo Shamrock Rovers segna la prima rete in maglia biancoverde.
Il 6 agosto debutta anche in campionato contro il Fehérvár e, entrato in gara al 59', segna dopo sette minuti la prima rete stagionale in competizione.
Quattro giorni dopo segna anche la sua prima tripletta con la nuova maglia contro l'Ħamrun Spartans in Conference.
Durante la stagione si riconferma ai livelli dell'anno precedente e a fine campionato, oltre a vincerlo, vince la classifica marcatori.

### Nazionale
Il 27 marzo 2023 esordisce in nazionale maggiore nel successo per 3-0 contro la Bulgaria subentrando nella ripresa. Il 20 giugno seguente realizza la sua prima rete in nazionale nel successo per 2-0 contro la Lituania.
Il 23 giugno 2024, durante la partita tra Scozia e Ungheria valida per il Campionato europeo di calcio 2024, subisce un colpo alla testa durante uno scontro di gioco dal portiere avversario Angus Gunn che gli fa perdere conoscenza per qualche minuto; la diagnosi sarà di commozione cerebrale e fratture multiple nella zona del viso.

## Statistiche

### Presenze e reti nei club
Statistiche aggiornate al 19 maggio 2025.
| Stagione              | Squadra               | Campionato            | Campionato | Campionato | Coppe nazionali | Coppe nazionali | Coppe nazionali | Coppe continentali | Coppe continentali | Coppe continentali | Altre coppe | Altre coppe | Altre coppe | Totale | Totale |
| Stagione              | Squadra               | Comp                  | Pres       | Reti       | Comp            | Pres            | Reti            | Comp               | Pres               | Reti               | Comp        | Pres        | Reti        | Pres   | Reti   |
| --------------------- | --------------------- | --------------------- | ---------- | ---------- | --------------- | --------------- | --------------- | ------------------ | ------------------ | ------------------ | ----------- | ----------- | ----------- | ------ | ------ |
| 2014-2015             | Eberau                | LB                    | 27         | 19         | -               | -               | -               | -                  | -                  | -                  | -           | -           | -           | 27     | 19     |
| 2015-2016             | Eberau                | LB                    | 30         | 16         | -               | -               | -               | -                  | -                  | -                  | -           | -           | -           | 30     | 16     |
| Totale Eberau         | Totale Eberau         | Totale Eberau         | 57         | 35         |                 | 0               | 0               |                    | -                  | -                  |             | -           | -           | 57     | 35     |
| 2016-2017             | Mattersburg II        | LB                    | 18         | 19         | -               | -               | -               | -                  | -                  | -                  | -           | -           | -           | 18     | 19     |
| 2017-2018             | Mattersburg II        | LB                    | 12         | 16         | -               | -               | -               | -                  | -                  | -                  | -           | -           | -           | 12     | 16     |
| 2018-gen. 2019        | Mattersburg II        | RL                    | 10         | 4          | -               | -               | -               | -                  | -                  | -                  | -           | -           | -           | 10     | 4      |
| Totale Mattersburg II | Totale Mattersburg II | Totale Mattersburg II | 40         | 39         |                 | 0               | 0               |                    | -                  | -                  |             | -           | -           | 40     | 39     |
| 2016-2017             | Mattersburg           | BL                    | 11         | 1          | CA              | 0               | 0               | -                  | -                  | -                  | -           | -           | -           | 11     | 1      |
| 2017-2018             | Mattersburg           | BL                    | 0          | 0          | CA              | 0               | 0               | -                  | -                  | -                  | -           | -           | -           | 0      | 0      |
| 2018-gen. 2019        | Mattersburg           | BL                    | 5          | 0          | CA              | 0               | 0               | -                  | -                  | -                  | -           | -           | -           | 5      | 0      |
| Totale Mattersburg    | Totale Mattersburg    | Totale Mattersburg    | 16         | 1          |                 | 0               | 0               |                    | -                  | -                  |             | -           | -           | 16     | 1      |
| gen.-mag. 2019        | Lafnitz               | 1L                    | 14         | 4          |                 | -               | -               | -                  | -                  | -                  | -           | -           | -           | 14     | 4      |
| 2019-gen. 2020        | Lafnitz               | 1L                    | 15         | 7          | CA              | 1               | 1               | -                  | -                  | -                  | -           | -           | -           | 16     | 8      |
| Totale Lafnitz        | Totale Lafnitz        | Totale Lafnitz        | 29         | 11         |                 | 1               | 1               |                    | -                  | -                  |             | -           | -           | 30     | 12     |
| gen.-mag. 2020        | Gyirmót               | NB2                   | 5          | 1          |                 | -               | -               | -                  | -                  | -                  | -           | -           | -           | 5      | 1      |
| 2020-2021             | Gyirmót               | NB2                   | 24         | 12         | CU              | 1               | 3               | -                  | -                  | -                  | -           | -           | -           | 25     | 15     |
| 2021-2022             | Gyirmót               | NB1                   | 29         | 13         | CU              | 2               | 0               | -                  | -                  | -                  | -           | -           | -           | 31     | 13     |
| Totale Gyirmót        | Totale Gyirmót        | Totale Gyirmót        | 58         | 26         |                 | 3               | 3               |                    | -                  | -                  |             | -           | -           | 61     | 29     |
| 2022-2023             | Paks                  | NB1                   | 31         | 26         | CU              | 3               | 3               | -                  | -                  | -                  | -           | -           | -           | 34     | 29     |
| 2023-2024             | Ferencváros           | NB1                   | 24         | 20         | CU              | 3               | 0               | UCL+UECL           | 2+11               | 0+9                | -           | -           | -           | 40     | 29     |
| 2024-2025             | Ferencváros           | NB1                   | 29         | 12         | CU              | 5               | 2               | UEL                | 10                 | 7                  | -           | -           | -           | 44     | 21     |
| Totale Ferencváros    | Totale Ferencváros    | Totale Ferencváros    | 53         | 32         |                 | 8               | 2               |                    | 23                 | 16                 |             | -           | -           | 84     | 50     |
| Totale carriera       | Totale carriera       | Totale carriera       | 284        | 170        |                 | 15              | 9               |                    | 23                 | 16                 |             | -           | -           | 322    | 195    |

### Cronologia presenze e reti in nazionale
| Cronologia completa delle presenze e delle reti in nazionale ― Ungheria | Cronologia completa delle presenze e delle reti in nazionale ― Ungheria | Cronologia completa delle presenze e delle reti in nazionale ― Ungheria | Cronologia completa delle presenze e delle reti in nazionale ― Ungheria | Cronologia completa delle presenze e delle reti in nazionale ― Ungheria | Cronologia completa delle presenze e delle reti in nazionale ― Ungheria | Cronologia completa delle presenze e delle reti in nazionale ― Ungheria | Cronologia completa delle presenze e delle reti in nazionale ― Ungheria |
| Data                                                                    | Città                                                                   | In casa                                                                 | Risultato                                                               | Ospiti                                                                  | Competizione                                                            | Reti                                                                    | Note                                                                    |
| ----------------------------------------------------------------------- | ----------------------------------------------------------------------- | ----------------------------------------------------------------------- | ----------------------------------------------------------------------- | ----------------------------------------------------------------------- | ----------------------------------------------------------------------- | ----------------------------------------------------------------------- | ----------------------------------------------------------------------- |
| 27-3-2023                                                               | Budapest                                                                | Ungheria                                                                | 3 – 0                                                                   | Bulgaria                                                                | Qual. Euro 2024                                                         | -                                                                       | 59’                                                                     |
| 17-6-2023                                                               | Podgorica                                                               | Montenegro                                                              | 0 – 0                                                                   | Ungheria                                                                | Qual. Euro 2024                                                         | -                                                                       | 58’                                                                     |
| 20-6-2023                                                               | Budapest                                                                | Ungheria                                                                | 2 – 0                                                                   | Lituania                                                                | Qual. Euro 2024                                                         | 1                                                                       | 60’                                                                     |
| 7-9-2023                                                                | Belgrado                                                                | Serbia                                                                  | 1 – 2                                                                   | Ungheria                                                                | Qual. Euro 2024                                                         | 1                                                                       | 67’ 77’                                                                 |
| 10-9-2023                                                               | Budapest                                                                | Ungheria                                                                | 1 – 1                                                                   | Rep. Ceca                                                               | Amichevole                                                              | -                                                                       |                                                                         |
| 14-10-2023                                                              | Budapest                                                                | Ungheria                                                                | 2 – 1                                                                   | Serbia                                                                  | Qual. Euro 2024                                                         | 1                                                                       | 77’ 84’                                                                 |
| 17-10-2023                                                              | Kaunas                                                                  | Lituania                                                                | 2 – 2                                                                   | Ungheria                                                                | Qual. Euro 2024                                                         | 1                                                                       | 90+2’                                                                   |
| 22-3-2024                                                               | Budapest                                                                | Ungheria                                                                | 1 – 0                                                                   | Turchia                                                                 | Amichevole                                                              | -                                                                       | 80’                                                                     |
| 26-3-2024                                                               | Budapest                                                                | Ungheria                                                                | 2 – 0                                                                   | Kosovo                                                                  | Amichevole                                                              | -                                                                       | 46’                                                                     |
| 4-6-2024                                                                | Dublino                                                                 | Irlanda                                                                 | 2 – 1                                                                   | Ungheria                                                                | Amichevole                                                              | -                                                                       | 62’                                                                     |
| 8-6-2024                                                                | Debrecen                                                                | Ungheria                                                                | 3 – 0                                                                   | Israele                                                                 | Amichevole                                                              | 2                                                                       | 57’                                                                     |
| 15-6-2024                                                               | Colonia                                                                 | Ungheria                                                                | 1 – 3                                                                   | Svizzera                                                                | Euro 2024 - 1º turno                                                    | 1                                                                       |                                                                         |
| 19-6-2024                                                               | Stoccarda                                                               | Germania                                                                | 2 – 0                                                                   | Ungheria                                                                | Euro 2024 - 1º turno                                                    | -                                                                       | 22’ 87’                                                                 |
| 23-6-2024                                                               | Stoccarda                                                               | Scozia                                                                  | 0 – 1                                                                   | Ungheria                                                                | Euro 2024 - 1º turno                                                    | -                                                                       | 74’                                                                     |
| 7-9-2024                                                                | Düsseldorf                                                              | Germania                                                                | 5 – 0                                                                   | Ungheria                                                                | UEFA Nations League 2024-2025 - 1º turno                                | -                                                                       | 66’                                                                     |
| 10-9-2024                                                               | Budapest                                                                | Ungheria                                                                | 0 – 0                                                                   | Bosnia ed Erzegovina                                                    | UEFA Nations League 2024-2025 - 1º turno                                | -                                                                       | 82’                                                                     |
| 11-10-2024                                                              | Budapest                                                                | Ungheria                                                                | 1 – 1                                                                   | Paesi Bassi                                                             | UEFA Nations League 2024-2025 - 1º turno                                | -                                                                       | 13’ 79’                                                                 |
| 14-10-2024                                                              | Zenica                                                                  | Bosnia ed Erzegovina                                                    | 0 – 2                                                                   | Ungheria                                                                | UEFA Nations League 2024-2025 - 1º turno                                | -                                                                       | 78’                                                                     |
| 16-11-2024                                                              | Amsterdam                                                               | Paesi Bassi                                                             | 4 – 0                                                                   | Ungheria                                                                | UEFA Nations League 2024-2025 - 1º turno                                | -                                                                       | 60’                                                                     |
| 19-11-2024                                                              | Budapest                                                                | Ungheria                                                                | 1 – 1                                                                   | Germania                                                                | UEFA Nations League 2024-2025 - 1º turno                                | -                                                                       | 89’                                                                     |
| 20-3-2025                                                               | Istanbul                                                                | Turchia                                                                 | 3 – 1                                                                   | Ungheria                                                                | UEFA Nations League 2024-2025 - Play-off                                | -                                                                       | 70’                                                                     |
| 23-3-2025                                                               | Budapest                                                                | Ungheria                                                                | 0 – 3                                                                   | Turchia                                                                 | UEFA Nations League 2024-2025 - Play-off                                | -                                                                       | 72’                                                                     |
| 10-6-2025                                                               | Baku                                                                    | Azerbaigian                                                             | 1 – 2                                                                   | Ungheria                                                                | Amichevole                                                              | 1                                                                       |                                                                         |
| Totale                                                                  |                                                                         | Presenze                                                                | 23                                                                      |                                                                         | Reti                                                                    | 8                                                                       |                                                                         |

## Palmarès

### Club
- Campionato ungherese: 2

Ferencvaros: 2023-2024, 2024-2025

### Individuale
- Capocannoniere del campionato ungherese: 2

2022-2023 (26 reti), 2023-2024 (20 reti)